# Juan Alberto Rosas
Juan Alberto Rosas (Navojoa, 28 novembre 1984) è un pugile messicano.
Soprannominato "The Monster" o "El Topo", ha attualmente un record di 30-5 (25 KO).

## Carriera
Ha debuttato come professionista il 23 marzo 2001 e ha vinto i suoi primi 25 incontri.